# Усть-Тунтор (Бардымский район)
Усть-Тунтор — деревня в Бардымском районе Пермского края. Входит в состав Елпачихинского сельского поселения. Расположена близ впадения реки Тунтор в Тулву. Находится примерно в 15 км к северу от центра села Барда.

## Население
По результатам переписи 2010 года численность населения составила 277 человек, в том числе 115 мужчин и 162 женщины.
В 2005 году численность населения составляла 336 человек.
В 1926 году в селе проживало 816 башкир.

## Люди, связанные с селом
- Батыркай Иткинин — участник Крестьянской войны 1773—1775 гг., «пугачёвский полковник».